# PascalCase
PascalCase, UpperCamelCase – system notacji ciągów tekstowych, w którym kolejne wyrazy pisane są łącznie, rozpoczynając każdy z nich wielką literą. Na przykład: BackColor, AppendDeviceConnection, FatalError. Zapis PascalCase, w przeciwieństwie do notacji camelCase, zawsze rozpoczyna się wielką literą.
PascalCase jest konwencją notacji przyjętą w wielu językach programowania do zapisu nazw zmiennych, procedur, klas itp. Nazwa konwencji została rozpowszechniona przez zespół projektantów firmy Microsoft opracowujących język C# oraz technologię .NET Framework. Określenie PascalCase zostało stworzone na cześć Andersa Hejlsberga – głównego architekta języka programowania Turbo Pascal, gdzie notacja ta była szeroko wykorzystywana.